# Aspernbrücke

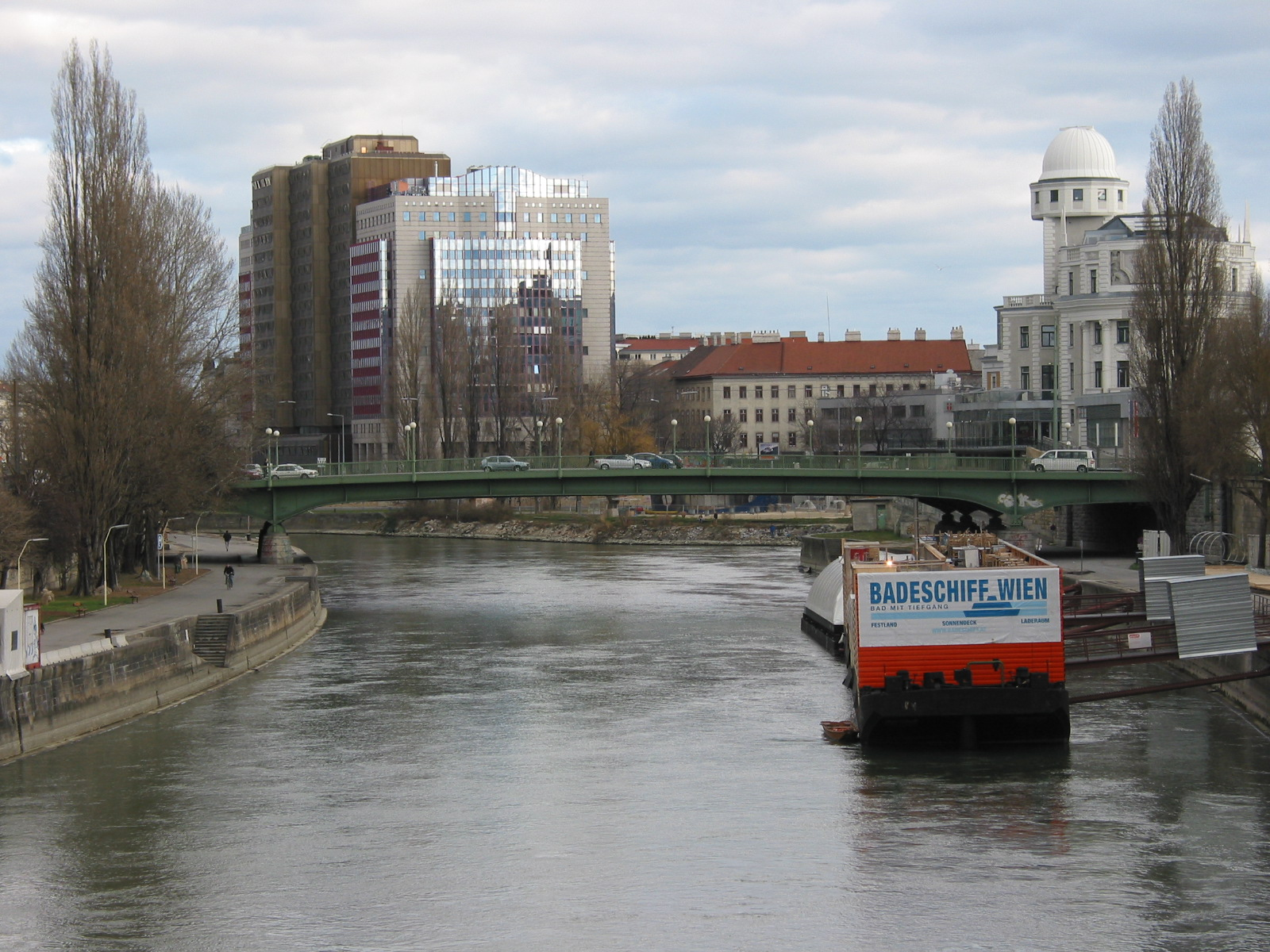
Die Aspernbrücke in Wien

Die Aspernbrücke überquert den Donaukanal in Wien und verbindet die Bezirke Innere Stadt und Leopoldstadt.

## Lage
Die Aspernbrücke liegt 800 Meter nordöstlich des Stephansdoms und unweit der Radetzkybrücke, wo der Wienfluss in den Donaukanal mündet. Unmittelbar an der Aspernbrücke befindet sich die Urania (Volkssternwarte und Kulturkino), ebenfalls nahe gelegen sind das ehemalige Kriegsministerium (heute Regierungsgebäude), die Wiener Rettungszentrale und die Hochschule für Angewandte Kunst.

## Geschichte

### 1863–1913

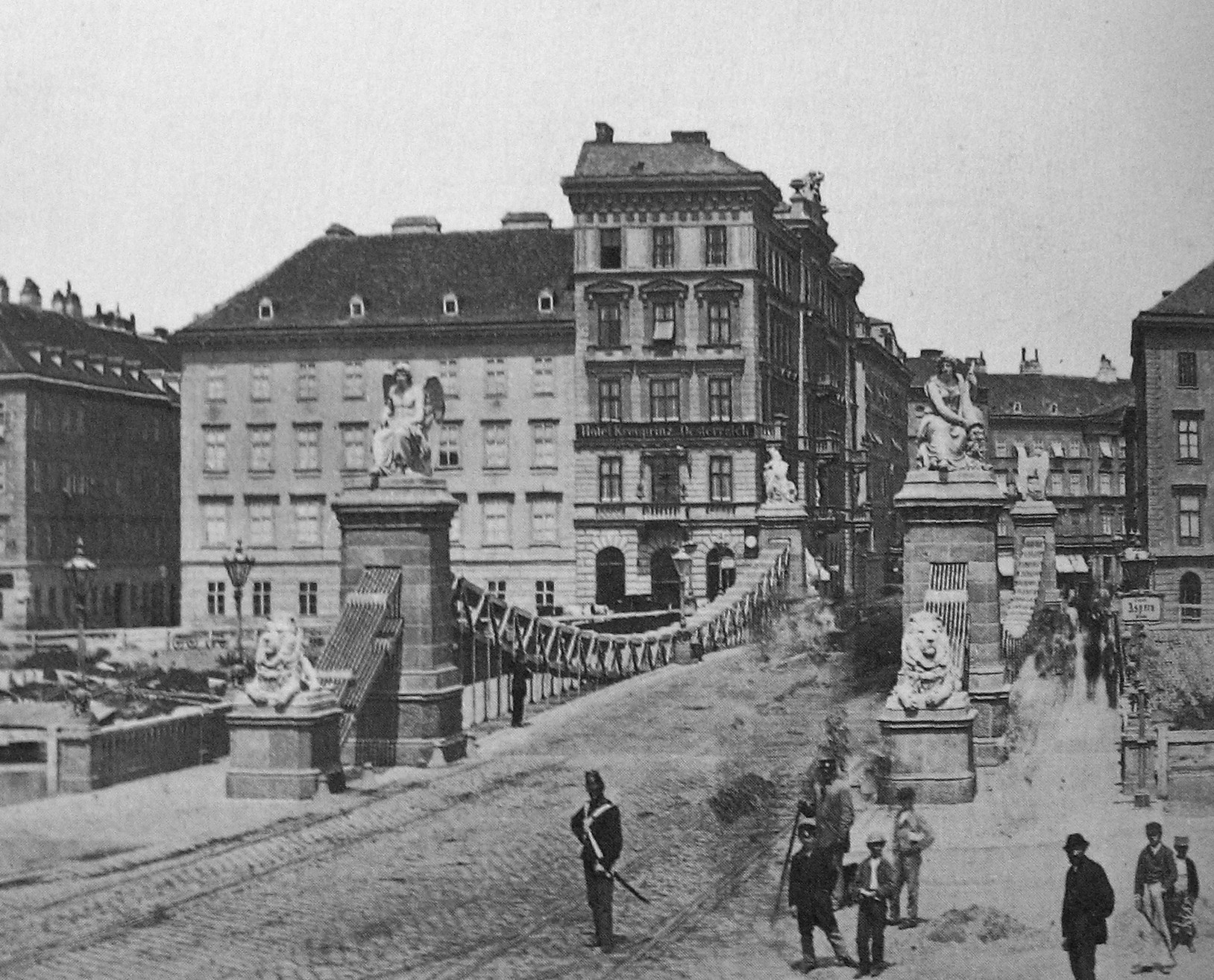
Aspernbrücke in den 1870er Jahren

Die erste Aspernbrücke wurde ab April 1863 als Kettenbrücke auf Kosten des Stadterweiterungsfonds unter der Leitung von Georg Rebhann (1824–1892) durch die Ingenieure Johann Fillunger (1807–1879) und Friedrich Schnirch (1791–1868) als Verlängerung der neu errichteten Ringstraße in die Leopoldstadt errichtet. Benannt wurde sie am 14. Juli 1864 nach dem Schauplatz der siegreichen Schlacht österreichischer Truppen unter Erzherzog Karl von Österreich-Teschen gegen die Franzosen unter Napoléon Bonaparte.
Eröffnet wurde die Aspernbrücke am 30. November 1864 durch Kaiser Franz Joseph I. im Rahmen eines groß angelegten, vom Nordbahnhof (Praterstern) über die neue (reichest beflaggte) Brücke zum Schneider’schen Haus (Kärntner Ring 9) führenden patriotischen Einzugs österreichischer Truppen unter General Ludwig Karl Wilhelm Freiherr von Gablenz, die gemeinsam mit Preußen am Zweiten Schleswig-Holsteinischen Krieg erfolgreich teilgenommen hatten.
Baumerkmale der Brücke waren unter anderem: Die Brückenpfeiler wurden in dem aus Oslip am Neusiedler See stammenden Kalkstein ausgeführt; die Kettenschläuche waren mit Perlmoser-Portlandzement ausgegossen; die Brückenfahrbahn trug eine zweilagige, auf Holzbohlen (Bruckstreu) aufgebrachte Asphaltdecke, deren obere Schicht mit Kiesschotter versetzt war.
Zur Dekoration wurde auf den Postamenten der Kettenanker allegorische Figuren des Künstlers Franz Melnitzky aufgestellt. Diese symbolisierten Krieg, Frieden, Ruhm, Wohlstand. Vor diesen Figuren wurden Steinlöwen – ebenfalls von Franz Melnitzky – platziert.
Zwei dieser Löwen befinden sich heute in der Stadt Horn beim Eingang zum Schloss (Wienerstraße).
Da die Brücke mit ungefähr zehn Metern Breite unterdessen für den Verkehr zu schwach war, wurde sie nach langer Diskussion auf Grund eines Gemeinderatsbeschlusses vom 27. Mai 1913 abgerissen. Für die Fußgänger wurde südlich der Brücke ein provisorischer hölzerner Steg errichtet.

### 1913–1945
Die Bauarbeiten wurden von der Brückenbauanstalt R. Ph. Waagner sowie L. & J. Biró & A. Kurz durchgeführt. Die architektonische Gestaltung oblag Max Hegele, die Bauleitung hatte das Wiener Stadtbauamt.
Nach Beginn des Ersten Weltkriegs stockten die Bauarbeiten an der Bogenbrücke. Die Eisenfacharbeiter der Baufirmen mussten ihren Dienst bei den Rüstungsbetrieben antreten. Nach Kriegsende gab es zwar wieder genügend Facharbeiter, allerdings fehlte dafür wieder an Kohle für die Zementerzeugung.
Für den Verkehr geöffnet wurde die Aspernbrücke am 30. November 1919. Der Abschluss der letzten Arbeiten am Tragwerk ist allerdings mit dem 26. Juli 1922 protokolliert.
In der Nacht vom 9. zum 10. April 1945 wurde die Aspernbrücke von der deutschen Wehrmacht gesprengt. Im Juni 1945 errichteten russische Pioniere oberhalb der gesprengten Brücke eine Notbrücke, die am 2. Oktober 1945 für den Verkehr freigegeben wurde.

### Nach 1945

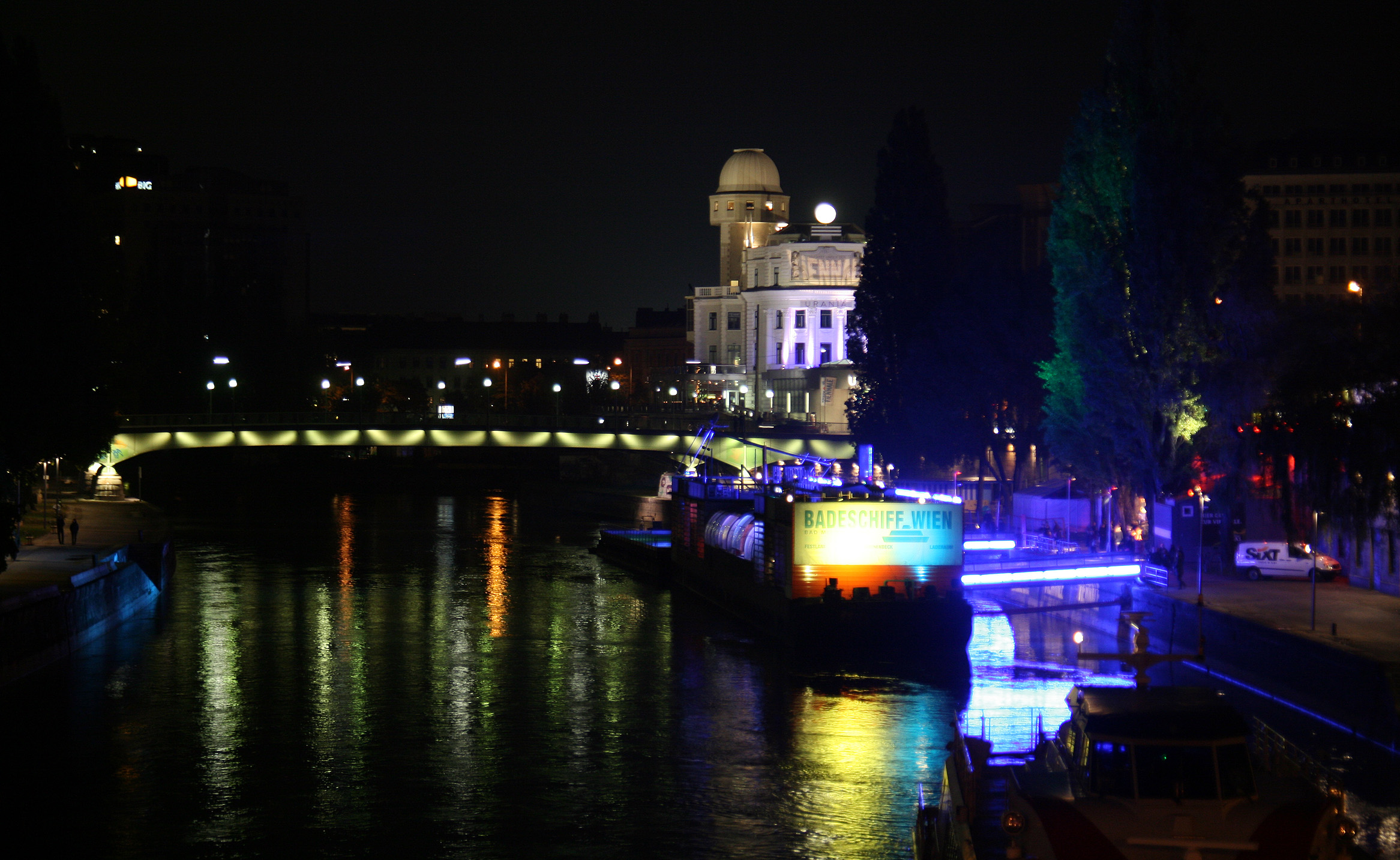
Nächtliche Beleuchtung (2009)

Zwischen 1949 und 1951 wurde die neue Aspernbrücke nach Plänen von Erich Franz Leischner von der Firma Waagner Biro errichtet. Die Brücke verfügt über eine Länge von 88,97 Meter, eine gesamte Breite von 27,95 Meter und ein Gesamtgewicht von 925 Tonnen. Die Baukosten betrugen 15,5 Millionen Schilling (heute inflationsbereinigt ungefähr 12 Millionen Euro).